# Láng Balázs (színművész)
Láng Balázs (1971. május 1. –) magyar színművész, szinkronszínész. Jelenleg[mikor?] a Piccolo Színház társulatának tagja.

## Pályafutása
Láng Balázs kilencéves kora óta szinkronizál, pályafutását a Magyar Rádió gyerekstúdiójában kezdte, onnan válogatták ki első szinkronszerepeire a Pannónia Filmstúdióba. Első főszerepét a Karl Gustav bandája című skandináv ifjúsági filmben kapta. Azóta közel 300 filmben, számos telenovellában és animációs sorozatban szinkronizált. Legismertebb szerepei Gollam A Gyűrűk Ura és A hobbit filmsorozatokból, Daniel Faraday a Lost – Eltűntekből és Tyrion Lannister a Trónok harcából. 1999-2008-ig a Minimax csatornahangja volt. Jelenleg[mikor?] a Piccolo Színház társulatának tagja.

## Színpadi szerepei
- Vészi Endre: A sárga telefon – Kari (bemutató: 1984. február 11., Játékszín)
- Szikora János: Legenda a varázsfuvoláról (bemutató: 1991. október 11., Szigligeti Színház)
- Henri Meilhac–Ludovic Halévy: Szép Heléna – Spárta hőse (bemutató: 1991. december 13., Szigligeti Színház)
- Carlo Collodi: Pinokkió kalandjai – Kocsis (bemutató: 1991. december 21., Szigligeti Színház)
- William Shakespeare: Szeget szeggel (bemutató: 1992. március 13., Szigligeti Színház)
- William Shakespeare: IV. Henrik – Gadshill, Dávid, Balga szolgája (bemutató: 1993. január 8., Szigligeti Színház)
- Dario Fo: Nem fizetünk, nem fizetünk! (bemutató: 1993. augusztus 27., Tatabányai Szabadtéri Színpad)
- Karinthy Ferenc: A hét pofon – Laskett újságíró (bemutató: 1995. október 13., Karinthy Színház)
- Stein Leo–Jenbach Béla: Csárdáskirálynő – Adjutáns (bemutató: 1995. október, Jászai Mari Színház)
- Molnár Ferenc: Játék a kastélyban – Titkár (bemutató: 1995. október 28., Jászai Mari Színház)
- Molnár Ferenc: Delila – Autóügynök, Ügyvéd (bemutató: 1996. január 19., Karinthy Színház)
- Lope de Vega: Furfangosok – Mahmoud (bemutató: 1996. július 23., Dunaparti Művelődési Ház Udvara)
- Kapás Dezső: A vörös postakocsi – Fred-zsoké (bemutató: 1996. október 5., Győri Nemzeti Színház)
- Karinthy Ferenc–Benedek András: A Noszty fiú esete Tóth Marival – Malinka Kornél, főispáni titkár (bemutató: 1997. március 15., Győri Nemzeti Színház)
- Szakonyi Károly: Ki a normális? avagy A marha férj (bemutató: 1997. november 8., Karinthy Színház)
- Sławomir Mrożek: A nyílt tengeren – A kicsi hajótörött (bemutató: 1998. január 31., Holdvilág Kamaraszínház)
- Ma este babám… (bemutató: 1998. február 26, Holdvilág Kamaraszínház)
- Domonkos Zsuzsa: Operetthajó – Josef, a nemesi származású negyedtiszt (bemutató: 1998. november 18., BM Duna Palota Színházterme)
- Göncz Árpád: Rácsok – Orvos (bemutató: 1999. március 11., Ruttkai Éva Színház)
- Márai Sándor: Kaland (bemutató: 2000. november 6, Piccolo Színház)
- ismeretlen: Aucasin és Nicolete – Orvos (bemutató: 2001. április 27., Komédium)
- Solti Gábor: Az operett hullámain – József, matróz (bemutató: 2001. május 13., BM Duna Palota)
- Arisztophanész: Lovagok (bemutató: 2002. április 5., Komédium)
- Solti Gábor: Volt egyszer egy XX. század (bemutató: 2003. november 7., BM Duna Palota)
- Victor Hugo: Királyasszony lovagja – Camporeal gróf; Lakáj (bemutató: 2004. április 4., Éjszakai Színház)

## Film- és sorozatbeli szerepei
| Cím                 | Szereplő                          |
| ------------------- | --------------------------------- |
| Szomszédok          | Bakonyi Géza (4 epizód, 1988)     |
| Boszorkánypalánta   | Jani (film, 1988)                 |
| Fapad               | utas (1 epizód, 2014)             |
| Munkaügyek          | vendég (1 epizód, 2014)           |
| 200 első randi      | Karesz (sorozat, 2018–2019)       |
| Drága örökösök      | Zugügyvéd (sorozat, 2020)         |
| Doktor Balaton      | Mágai Zoltán (sorozat, 2022)      |
| A Séf meg a többiek | NAV ellenőr segéd (sorozat, 2022) |

## Szinkronszerepei

### Filmek
| Cím                                             | Szereplő                              | Színész                              |
| ----------------------------------------------- | ------------------------------------- | ------------------------------------ |
| 300: A birodalom hajnala                        | Naval parancsnok                      | Vincent Walsh                        |
| A Bourne-hagyaték                               | Drón radaros                          | David Wilson Barnes                  |
| A Gyűrűk Ura: A Gyűrű Szövetsége                | Gollam                                | Andy Serkis                          |
| A Gyűrűk Ura: A két torony                      | Gollam                                | Andy Serkis                          |
| A Gyűrűk Ura: A király visszatér                | Gollam                                | Andy Serkis                          |
| A hobbit: Váratlan utazás                       | Gollam                                | Andy Serkis                          |
| A háború császára                               | Takahasi                              | Haneda Maszajosi                     |
| A Karib-tenger kalózai: Holtak kincse           | Shrimper                              | Robbie Gee                           |
| A majmok bolygója: Lázadás                      | Caesar                                | Andy Serkis                          |
| A majmok bolygója: Forradalom                   | Caesar                                | Andy Serkis                          |
| A majmok bolygója: Háború                       | Caesar                                | Andy Serkis                          |
| A másik nő                                      | Jack                                  | Scott Cohen                          |
| A Sólyom végveszélyben                          | szanitéc                              | Corey Johnson                        |
| A szellemlovas                                  | Abigor                                | Mathew Wilkinson                     |
| A szerelem útjai                                | Orvos                                 | Andrew Polk                          |
| A sziget                                        | Gandu 3 Echo                          | Brian Stepanek                       |
| A túlélő                                        | Hasslert                              | Jerry Ferrara                        |
| Adaline varázslatos élete                       | Dale Davenport                        | Chris William Martin                 |
| Agora                                           | Synesius                              | Rupert Evans                         |
| Amerika Kapitány: A tél katonája                | Fury autója                           | Robert Clotworthy                    |
| Amerikai pite: Az esküvő                        | Justin, "DEBASZ"-os srác              | Justin Isfeld                        |
| Amerikai pite: A találkozó                      | Justin, "DEBASZ"-os srác              | Justin Isfeld                        |
| Angyalok és démonok                             | Ernesto Olivetti parancsnok           | Pierfrancesco Favino                 |
| Anyám új pasija                                 | Niko Evangelatos                      | Tom Adams                            |
| Asterix és Obelix: A Kleopátra-küldetés         | Szuvenírárus, Beléptető a banketten   | Momo Debbouze, Mathieu Kassovitz     |
| Az elnök végveszélyben                          | Tyler                                 | Jimmi Simpson                        |
| Az előléptetés                                  | Bendzsós                              | Brian Gallivan                       |
| Az ismeretlen Drakula                           | Hamza Bey                             | Ferdinand Kingsley                   |
| Az új fiú                                       | Travis, Tommy Lee, Fogoly / Josefina  | Mike Erwin, Tommy Lee, Jai Rodriguez |
| Biutiful                                        | Hai                                   | Taisheng Chen                        |
| Bordertown – Átkelő a halálba                   | Marco Antonio Salamanca               | Juan Diego Botto                     |
| Danielle Steel: A gyűrű                         | Johan                                 | Simon Burke                          |
| Derült égből szerelem                           | Lane                                  | Dan Fogler                           |
| District 9                                      | Fundiswa Mhlanga                      | Mandla Gaduka                        |
| Dredd                                           | Alvarez bíró                          | Edwin Perry                          |
| Édes kis semmiség                               | Andy, Bőrkabátos srác                 | Frank Grillo, Johnathon Schaech      |
| Egy kis Mennyország                             | Vinnie                                | Peter Dinklage                       |
| Elborult világ                                  | Nickel                                | Christoph Bach                       |
| Elhajlási engedély                              | Gerry                                 | Tyler Hoechlin                       |
| Evelyn                                          | Eustace testvér                       | Daithi O’Suilleabhain                |
| Fanboys – Rajongók háborúja                     | THX biztonsági őr                     | Craig Robinson                       |
| Flyboys – Égi lovagok                           | Vernon Toddman                        | Keith McErlean                       |
| Focus – A látszat csal                          | Báros                                 | Jano Seitun                          |
| Fűrész IV.                                      | Cecil                                 | Billy Otis                           |
| Fűrész VI.                                      | Cecil                                 | Billy Otis                           |
| Fűrész 3D                                       | Evan                                  | Chester Bennington                   |
| Géppisztolyos prédikátor                        | Marco                                 | Mduduzi Mabaso                       |
| Hajrá csajok: Mindent bele!                     | Brad Warner                           | Jake McDorman                        |
| Harry Potter és a Halál ereklyéi 1.             | Sipor                                 | Simon McBurney                       |
| Hazárd megye lordjai                            | Dil Driscoll                          | Michael Roof                         |
| Horrorra akadva 3.                              | Orpheus                               | Eddie Griffin                        |
| Invictus – A legyőzhetetlen                     | Környezetvédelmi miniszter            | Meren Reddy                          |
| Jurassic World                                  | Jim Drucker                           | Matt Burke                           |
| Kék lagúna: Ébredés                             | Phil Robinson                         | Frank John Hughes                    |
| Kék Papagáj                                     | Fabrice                               | Pierrick Lilliu                      |
| Későn kezdő                                     | Rudy Bonilla                          | Rick Gonzalez                        |
| Ki a faszagyerek?                               | Manuel „Manny” Cortez                 | Nestor Serrano                       |
| Ki nevel a végén?                               | Pincér                                | Stephen Dunham                       |
| Kicsi kocsi – Tele a tank                       | Juan Hernandez                        | Peter Pasco                          |
| London Boulevard                                | Anthony Trent                         | Jonathan Cullen                      |
| Machete                                         | Booth testőre                         | Antal Nimród                         |
| Maradj!                                         | Dr. Ren                               | BD Wong                              |
| Mindennek ára van                               | Cartwright                            | Stephen Kunken                       |
| Az oroszlán, a boszorkány és a ruhásszekrény    | Idősebb Peter                         | Noah Huntley                         |
| Nem kellesz eléggé                              | Nathan                                | Wilson Cruz                          |
| Neveletlen hercegnő 2. – Eljegyzés a kastélyban | Kip Kelly kapitány                    | Matthew Walker                       |
| Nyerj egy randit Tad Hamiltonnal!               | Hotelportás                           | Sam Pancake                          |
| Old Shatterhand                                 | Old Shatterhand (1. szinkronváltozat) | Lex Barker                           |
| Országúti bosszú                                | Colin                                 | Jamie Fallon                         |
| Philomena – Határtalan szeretet                 | Pete Olsson                           | Peter Hermann                        |
| Pixel                                           | Eddie Plant                           | Peter Dinklage                       |
| Seraphim Falls – A múlt szökevénye              | Bill kuzin                            | Nate Mooney                          |
| Sulihuligánok                                   | Spanyol                               | Rick Gonzalez                        |
| Szahara                                         | Yves Massarde                         | Lambert Wilson                       |
| Számos pasas                                    | Gerry Perry                           | Andy Samberg                         |
| Timothy Green különös élete                     | Reggie                                | Franklin Crudstaf                    |
| Törvénytisztelő polgár                          | Garza nyomozó                         | Michael Irby                         |
| Transformers                                    | Üstökös                               | Charles Adler                        |
| Transformers: A bukottak bosszúja               | Üstökös                               | Charles Adler                        |
| Transformers 3.                                 | Üstökös                               | Charles Adler                        |
| Túszdráma                                       | Joe Mack                              | Jamie McShane                        |
| Újoncok napja                                   | Rádióbemondó 2                        |                                      |
| Ütős játék                                      | John McDermott                        | Michael Weaver                       |
| Vak-randi                                       | James „Jay”                           | Pooch Hall                           |
| Végrehajtók                                     | Hírbemondó férfi                      | Tino Monte                           |
| Végső állomás 2.                                | Frankie                               | Shaun Sipos                          |

### Sorozatok
| Cím                                      | Szereplő                                                                 | Színész                                                                 |
| ---------------------------------------- | ------------------------------------------------------------------------ | ----------------------------------------------------------------------- |
| 24                                       | Curtis Manning (1. hang)                                                 | Roger R. Cross                                                          |
| 90210                                    | Alec Martin                                                              | Trai Byers                                                              |
| Ally McBeal                              | John Cage (2. hang)                                                      | Peter MacNicol                                                          |
| Andor                                    | Fondor Droid Mod                                                         |                                                                         |
| Anita, a bűbájos bajkeverő               | Aldo                                                                     |                                                                         |
| A nevem Earl                             | Brett Hansen                                                             | Christopher Thornton                                                    |
| Az én kis Bushom                         | Larry O’Shea                                                             | John D’Aquino                                                           |
| Azúrkék óceán                            | Charles Delcourt                                                         | Bernard Verley                                                          |
| Barátok és szerelmek                     | Paco Ruelas                                                              | Alejandro de la Madrid                                                  |
| Baywatch                                 | Craig Pomeroy (2. hang)                                                  | Parker Stevenson                                                        |
| Békét, bíró!                             | Leonardo Prince                                                          | Baron Vaughn                                                            |
| A betolakodó                             | Humberto Nava                                                            | Uberto Bondoni                                                          |
| Bionika                                  | Antonio Pope                                                             | Isaiah Washington                                                       |
| A bosszú                                 | Dr. Carvajal                                                             | Ricardo González                                                        |
| A bosszú álarca                          | Daniel Montiel                                                           | Martín Karpan                                                           |
| Bostoni halottkémek                      | Dr. Mahesh „Bug” Vijayaraghavensatanaryanamurthy, Dr. Cabrera, Dan Meeks | Ravi Kapoor, David Norona, Nick von Esmarch                             |
| Botrány                                  | Huck                                                                     | Guillermo Díaz                                                          |
| Bűbájos boszorkák                        | Jack Sheridan, Elliot Spencer, Doug, Wesley, Tom Peters                  | Lochlyn Munro, Todd Cattell, Allen Cutler, Niklaus Lange, Marco Sanchez |
| Bűnös szerelem                           | Marcos Reyes                                                             | Xavier Coronel                                                          |
| Castle                                   | Alfred Candela, Keith Murphy                                             | Julian Acosta, Peter Katona                                             |
| Chicago Hope                             | Dr. Aaron Shutt (2. szinkronváltozat)                                    | Adam Arkin                                                              |
| Chuck                                    | Morgan Grames                                                            | Joshua Gomez                                                            |
| Csacska angyal                           | Federico Fritzenwalden                                                   | Juan Manuel Gil Navarro                                                 |
| Csak egy kis para                        | Zack Mango                                                               | Jon Cryer                                                               |
| Család csak egy van                      | Nick „Carbo” Karandonis                                                  | George Houvardas                                                        |
| Dallas (2012)                            | Zack McGuire                                                             | Shane Jacobsen                                                          |
| Dawson és a haverok                      | Charlie Todd                                                             | Chad Michael Murray                                                     |
| Dél királynője                           | Santiago López Fisterra „El Gallego”                                     | Iván Sánchez                                                            |
| Doki                                     | Junior                                                                   | Billy Otis                                                              |
| Dokik                                    | Dr. Todd Quinlan                                                         | Robert Maschio                                                          |
| Édes dundi Valentina                     | Jorge Campos                                                             | Rodolfo Renwick                                                         |
| Egyszer fent, …inkább lent               | Dustin Powers                                                            | John Hawkes                                                             |
| Egyszer volt, hol nem volt               | August W. Booth / Pinokkió                                               | Eion Bailey                                                             |
| Életem értelmei                          | Michael Kyle                                                             | Damon Wayans                                                            |
| Elvált Gary                              | Dennis Lopez                                                             | Al Madrigal                                                             |
| Emlékezz, Reina!                         | Juan „Rocky” Balboa                                                      | Ezequiel Montalt                                                        |
| Esküdt ellenségek: Különleges ügyosztály | Detective Chester Lake                                                   | Adam Beach                                                              |
| Észvesztő                                | Dr. Carl Belle                                                           | Derek Webster                                                           |
| Eva Luna                                 | Leonardo „Leo” Arismendi                                                 | Julián Gil                                                              |
| A férfi fán terem                        | Ben Jackson                                                              | Abraham Benrubi                                                         |
| A férjem védelmében                      | Julius Cain (1. szinkronváltozat)                                        | Michael Boatman                                                         |
| A fiúk a klubból                         | Emmett Honeycutt                                                         | Peter Paige                                                             |
| A főnökök főnöke                         | Calogero „Calo” Bagarello, Ultimo                                        | Marco Leonardi, Gianluca Morini                                         |
| Frasier, a dumagép                       | Dr. Niles Crane                                                          | David Hyde Pierce                                                       |
| Futballistafeleségek                     | Harley Lawson                                                            | Jamie Davis                                                             |
| Gossip Girl – A pletykafészek            | Howie „Kapitány” Archibald                                               | Sam Robards                                                             |
| A Grace klinika                          | Dr. Preston Xavier Burke                                                 | Isaiah Washington                                                       |
| Grimm                                    | Wu őrmester                                                              | Reggie Lee                                                              |
| Haven                                    | Thornton Aarons                                                          | Rick Roberts                                                            |
| Internátus                               | Dr. Martín Argüello                                                      | Oriol Tarrasón                                                          |
| Író és kamuhős                           | Jonathan Ames                                                            | Jason Schwartzman                                                       |
| Kemény motorosok                         | Grad Nicholas ügynök                                                     | David Rees Snell                                                        |
| Kemény zsaruk                            | Officer Julien Lowe                                                      | Michael Jace                                                            |
| Kyle, a rejtélyes idegen                 | Adam Baylin                                                              | J. Eddie Peck                                                           |
| Lalola                                   | Ramiro Lalo Padilla                                                      | Juan Gil Navarro                                                        |
| Latin pofonok                            | Miguel Santiago                                                          | Mauricio Mendoza                                                        |
| Lety, a csúnya lány                      | Aldo Domensain                                                           | Juan Soler                                                              |
| A liliomlány                             | Gustavo                                                                  | Harry Geithner                                                          |
| Lola                                     | Samuel professzor                                                        | Luis Fernando Bohórquez                                                 |
| Lost – Eltűntek                          | Daniel Faraday                                                           | Jeremy Davies                                                           |
| Lökött lakótársak                        | Pino Palumbo                                                             | Michael DeLuise                                                         |
| Maricruz                                 | Pedro "Perico"                                                           | Gerardo Arturo                                                          |
| Medicopter 117 – Légimentők              | Tom Lorenz                                                               | Peter Bamler                                                            |
| A médium                                 | Dylan Hoyt                                                               | James Van Der Beek                                                      |
| MI-5 – Az elit alakulat                  | Danny Hunter                                                             | David Oyelowo                                                           |
| Miért pont Brian?                        | Adam Hillman                                                             | Matthew Davis                                                           |
| Mindörökké szerelem                      | Aníbal Elizalde-Rivera                                                   | Guillermo Capetillo                                                     |
| A mostoha                                | Gerardo Salgado                                                          | Marcelo Buquet                                                          |
| Nagymenők                                | Toby Sayles                                                              | Arnold Pinnock                                                          |
| A narancsvidék                           | D.J.                                                                     | Nicholas Gonzalez                                                       |
| NCIS – Tengerészeti helyszínelők         | Jimmy Palmer                                                             | Brian Dietzen                                                           |
| A néma szemtanú                          | Dr. Harry Cunningham                                                     | Tom Ward                                                                |
| Night Man                                | Rollie Jordan                                                            | Derek Webster, Derwin Jordan                                            |
| Rubí, az elbűvölő szörnyeteg             | Dr. Garduño                                                              | José Antonio Ferral                                                     |
| Sarah Jane kalandjai                     | Mr. Smith                                                                | Alexander Armstrong                                                     |
| Sarokba szorítva                         | Álvaro Ferrer                                                            | Andrés García jr.                                                       |
| SEAL Team                                | Raymond "Ray" Perry                                                      | Neil Brown Jr.                                                          |
| Seherezádé                               | Burak İnceoğlu                                                           | Mert Fırat                                                              |
| A semmi közepén                          | Bob Weaver (1. szinkronváltozat)                                         | Chris Kattan                                                            |
| Smallville                               | Milton Fine professzor / Brainiac / Brainiac 5                           | James Marsters                                                          |
| Szellemekkel suttogó                     | Luis Simon biztos                                                        | José Zúñiga                                                             |
| Szeretők és riválisok                    | Ernesto                                                                  | Ernesto Laguardia                                                       |
| Szex és New York                         | George, Dwight Owens                                                     | Josh Hamilton, Joe La Piana                                             |
| Szívdobbanás                             | Julian Götting                                                           | Sebastian Hölz                                                          |
| Szívek iskolája                          | Roberto de la Torre                                                      | Juan Pablo Shuk                                                         |
| A szökés                                 | Hector Avila                                                             | Kurt Caceres                                                            |
| Teen Wolf – Farkasbőrben                 | Derek Hale                                                               | Tyler Hoechlin                                                          |
| Templomos lovagok kincsei                | Lord Brown                                                               | Nicholas Hawtrey                                                        |
| Testvérek                                | Scotty Wandell                                                           | Luke Macfarlane                                                         |
| Több mint testőr                         | Gael                                                                     | Fernando Cermeño Sánchez                                                |
| A tökéletes pár                          | Rex                                                                      | Hayes MacArthur                                                         |
| Trónok harca                             | Tyrion Lannister                                                         | Peter Dinklage                                                          |
| Tuti gimi                                | Reese Dixon                                                              | James Van Der Beek                                                      |
| Az utolsó év                             | P.                                                                       | Juan de Dios Ortíz                                                      |
| A vadon bűvöletében                      | Fatani                                                                   | Thapelo Mokoena                                                         |
| Zárt ajtók mögött                        | Omar Blanco                                                              | Miguel Augusto Rodríguez                                                |

### Dokumentumfilm-sorozatok
| Cím                         | Szereplő                                   |
| --------------------------- | ------------------------------------------ |
| Állatgondozók               | Joe Shuler                                 |
| Állati félelemeink          | Brian Zepeda                               |
| Állati sztárok              | Michael Karz, Lawrence Gutecman            |
| Állatmentések               | több szerep                                |
| Állatmentők                 | Keith Hogen, Gareth Ford                   |
| Állatok „Ki mit tud”-ja     | Mario Lopez                                |
| Animal                      | Tom Moorhouse, Chris                       |
| Autókereskedők              | Edd China (1. hang)                        |
| AXN-TV                      | több szerep                                |
| A dodó                      | Pieter Floore                              |
| A dzsungel királya          | Adam                                       |
| A Föld legviccesebb állatai | több szerep                                |
| Baglyok: Néma vadászok      | Lloyd                                      |
| Bizarr koponyák             | Douglas                                    |
| Büntények nyomában          | Edwin, Jeff                                |
| Gyémántcsempészek           | Helmut, Ali                                |
| Halál szakmák               |                                            |
| Határok nélkül              | Eric Jackson                               |
| Határtalan építészet        | Jason Henderson, Tom Locktenfeld           |
| Holnapon túl                | Ravi Jain                                  |
| Kísértet szállók            | Damel Howard                               |
| Kritikus szemmel            | több szerep                                |
| A krokodilvadász naplója    | Darren, Brian                              |
| Lakat alatt                 | Holiday, French                            |
| Nem tudtam, hogy…           | Richard                                    |
| Norvégia rejtett titkai     | Matt Cooper                                |
| Planet's                    | Keegan M.K.                                |
| Rémisztő állatok            | Duane Rualo                                |
| Ritusok                     | Thovkele főnök, Thovkele Mpkaphuli, Jansen |
| Robotháború                 | Dan Danhnick                               |
| Svindlerek                  | narrátor                                   |
| Szélsőséges élőhelyek       | Jean-Pierra, Nico                          |
| Természeti csapások         | Günther                                    |
| A tigrisek visszavágnak     |                                            |
| Túlélni az Everestet        | Da Jangbn, Nima Tashi, Graber              |
| Vadaspark                   | Ben                                        |
| Versenyfutás az idővel      | több szerep                                |

### Reality show-k
| Cím                     | Szereplő     | Színész    |
| ----------------------- | ------------ | ---------- |
| A nagy házeladás        | Jeff Lewis   |            |
| A Nagy Ő – The Bachelor | A Nagy Ő     | Matt Grant |
| Táncolj, ha tudsz!      | Shane Sparks |            |

### Animációs filmek
| Cím                                                 | Szereplő                            | Eredeti hang                 |
| --------------------------------------------------- | ----------------------------------- | ---------------------------- |
| Angry Birds – A film                                | Büszke Sas                          | Peter Dinklage               |
| Asterix – Az istenek otthona                        | Hangjanix                           | Arnaud Léonard               |
| Atlantisz – Az elveszett birodalom                  | további magyar hang                 |                              |
| Batman: A sötét lovag visszatér, 2. rész            | Joker                               | Michael Emerson              |
| A bolondos, bolondos, bolondos Tapsi Hapsi mozifilm | narrátor                            | Ralph James                  |
| Copperfield Dávid                                   | gyümölcsös (2. szinkronváltozat)    | Terrence Scammell            |
| Egy troll New Yorkban                               | Stanley, ének                       | Dom DeLuise                  |
| Az élet könyve                                      | Pepe Rodriguez                      | Gabriel Iglesias             |
| Elvitte a víz                                       | további magyar hang                 |                              |
| Frédi, a csempész-rendész                           | rádióbemondó (2. szinkronváltozat)  |                              |
| Frédi, Béni és a pankrátorok: Leszámolás a kőkorban | CM Punk                             | CM Punk                      |
| Garfield kilenc élete                               | Az Úr (2. szinkronváltozat)         | C. Lindsay Workman           |
| Garfield a természet lágy ölén                      | Dickey, a hód (2. szinkronváltozat) | Hal Smith                    |
| Hattyúhercegnő karácsonya                           | Jean Bob                            | Clayton James                |
| Hattyúhercegnő 3. – A kastély titka                 | Derek herceg                        | Brian Nissen                 |
| Hotel Transylvania – Ahol a szörnyek lazulnak       | Páncélruha                          | Brian George                 |
| Hotel Transylvania 2. – Ahol még mindig szörnyen jó | Páncélruha                          |                              |
| Hupikék törpikék – Karácsonyi ének                  | Törpojáca                           |                              |
| Hupikék törpikék – A Törpösvölgy legendája          | Törpojáca                           | John Oliver                  |
| Az Igazság Ligája: Két Földi válság                 | Owlman                              | James Woods                  |
| Az Igazság Ligája – Az új küldetés                  | Marsbéli fejvadász                  | Miguel Ferrer                |
| Jégkorszak                                          | további magyar hang                 |                              |
| Justin, a hős lovag                                 | Sota                                | Rupert Everett               |
| Kung Fu Panda – A rendkívüliség legendája           | további magyar hang                 |                              |
| L’ecsó                                              | Lalo                                | Julius Callahan              |
| Lilo és Stitch – A csillagkutya                     | további magyar hang                 |                              |
| Madagaszkár                                         | további magyar hang                 |                              |
| Megaagy                                             | Bernard                             | Ben Stiller                  |
| Mézengúz                                            | további magyar hang                 |                              |
| A mogyoró-meló                                      | Tedline                             | Robert Tinkler               |
| Repcsik                                             | további magyar hang                 |                              |
| Rio                                                 | Kipo                                | Bernardo De Paula            |
| Rio 2.                                              | további magyar hang                 |                              |
| Shrek 2.                                            | Cedric                              | Conrad Vernon                |
| Vadkaland                                           | Scraw                               | Eddie Gossling               |
| Verdák                                              | Fred, Max Multimax / Chuck Manifold | Andrew Stanton, Teddy Newton |
| Villám és a varázsló                                | Daniel                              | Grant George                 |

### Animációs sorozatok
| Cím                                 | Szereplő                                                                                     | Eredeti hang                                               |
| ----------------------------------- | -------------------------------------------------------------------------------------------- | ---------------------------------------------------------- |
| 3 jóbarát és Jerry                  | Tony                                                                                         |                                                            |
| Amerikai fater                      | Greg Corbin                                                                                  | Seth MacFarlane                                            |
| Archer                              | további magyar hang                                                                          |                                                            |
| Beavis és Butt-head                 | Beavis                                                                                       | Mike Judge                                                 |
| Ben 10 és az idegen erők            | Argit (2. hang)                                                                              | Alexander Polinsky                                         |
| Ben 10: Ultimate Alien              | Argit                                                                                        | Alexander Polinsky                                         |
| Bolondos dallamok                   | további magyar hang                                                                          |                                                            |
| Bosszúállók újra együtt             | Dr. Doom                                                                                     | Maurice LaMarche                                           |
| Chip és Dale – A Csipet Csapat      | további magyar hang (2. szinkronváltozat)                                                    |                                                            |
| Csillag kontra Gonosz Erők          | Mr. Diaz                                                                                     | Artt Butler                                                |
| Family Guy                          | végrehajtó                                                                                   |                                                            |
| Firka Villa                         | Zoknipóc                                                                                     |                                                            |
| Fixi, Foxi és barátaik              | Peppercorn apuka (2. szinkronváltozat)                                                       |                                                            |
| Galactik Football                   | Norata                                                                                       |                                                            |
| Gumball csodálatos világa           | felolvasó (2. évadtól)                                                                       |                                                            |
| Az idő kalandorai                   | további magyar hang                                                                          |                                                            |
| Az igazság ifjú ligája              | Fekete Bogár                                                                                 | Kevin Grevioux                                             |
| Johnny Test                         | Hank Anchorman (2. hang)                                                                     | James Arnold Taylor                                        |
| Jurassic World: Káoszelmélet        | Lewis Dodgson                                                                                | Adam Harrington                                            |
| Jurassic World: Krétakori tábor     | Lewis Dodgson                                                                                | Adam Harrington                                            |
| Lilo és Stitch                      | David Kewena                                                                                 | Dee Bradley Baker                                          |
| Mélytengeri mentőcsapat             | Barnacles                                                                                    | Simon Greenall                                             |
| Mickey egér klubja                  | Donald ügynöke                                                                               |                                                            |
| Nyuszipoly                          | Harold                                                                                       | Brian Kimmet                                               |
| Parkműsor                           | fiú a 80-as évekbeli parkban, Dale, Iacedrom                                                 |                                                            |
| Pindúr pandúrok (2016)              | további magyar hang                                                                          |                                                            |
| Phineas és Ferb                     | Buford van Stomm                                                                             |                                                            |
| Pókember elképesztő kalandjai       | Luke Cage / Bajnok (2. évadtól)                                                              | Ogie Banks                                                 |
| Rejtélyek városkája                 | Robbie Valentino (1. hang)                                                                   | T. J. Miller                                               |
| A Robinson család titka             | további magyar hang                                                                          |                                                            |
| Simsala Grimm                       | további magyar hang                                                                          |                                                            |
| Skunk Fu – Balhé a völgyben         | Babuin                                                                                       |                                                            |
| Sonic Boom                          | felolvasó                                                                                    |                                                            |
| Star Wars: A klónok háborúja        | Bly parancsnok, Trench admirális (7. évad), Lom Pyke (2. hang), Almec (2. hang), Nahdar Vebb | Dee Bradley Baker, Matt Lanter, Julian Holloway, Tom Kenny |
| Star Wars: A Rossz Osztag           | Zavargóverseny kommentátor                                                                   | Jonathan Lipow                                             |
| Star Wars: Lázadók                  | előzetes                                                                                     |                                                            |
| Született kémek                     | további magyar hang                                                                          |                                                            |
| Tabaluga                            | további magyar hang (2. szinkronváltozat)                                                    |                                                            |
| Tickety Toc                         | Danivér                                                                                      | Eric Meyers, Lewis Macleod                                 |
| Tom és Jerry-show                   | Rick                                                                                         | Jason Alexander                                            |
| Totál Dráma: A sziget fellázad      | Villám                                                                                       | Tyrone Savage                                              |
| Totál Dráma: All-Stars              | Villám                                                                                       | Tyrone Savage                                              |
| Totál Dráma: Versengés a föld körül | Spud                                                                                         | Neil Crone                                                 |
| Transformers: Armada                | Géptűz (Megamax-változat)                                                                    |                                                            |
| Transformers: Prime                 | Starscream                                                                                   | Steven Blum                                                |
| Transformers: Robots in Disguise    | Airazor, Dragstrip                                                                           | Roger Craig Smith, Maurice LaMarche                        |
| Villámmacskák                       | Koinelius Tonhal                                                                             |                                                            |
| Vízcsepp Mester                     | további magyar hang                                                                          |                                                            |
| W.I.T.C.H.                          | Phobos                                                                                       |                                                            |
| X-Men: Evolúció                     | Evan Daniels / Tüske                                                                         | Neil Denis                                                 |
| X-Men – Az újrakezdés               | Scott Summers / Küklopsz                                                                     |                                                            |
| Zsebkutyusok                        | Peter                                                                                        |                                                            |

### Anime
| Cím                                                  | Szereplő             | Eredeti hang                   |
| ---------------------------------------------------- | -------------------- | ------------------------------ |
| Afro szamuráj                                        | Dharman              | Phil LaMarr / S. Scott Bullock |
| Afro szamuráj: Feltámadás (film)                     | Dharman              | S. Scott Bullock               |
| Appleseed – A jövő harcosai (film)                   | Kudó                 | Tadahisza Szaizen              |
| Bakugan: Mechtanium kitörés                          | Wiseman              |                                |
| Batman: Gotham lovagja                               | lövész               | Jim Meskimen                   |
| Bleach                                               | Kioraku Sunszui      | Ócuka Akio                     |
| Bleach: Elveszett emlékek (film)                     | Kioraku Sunszui      | Ócuka Akio                     |
| Bleach: A gyémántpor lázadás (film)                  | Kioraku Sunszui      | Ócuka Akio                     |
| Csajkommandó                                         | Tweedledum           | Fukujama Dzsun                 |
| D.Gray-man                                           | Suman Dark           | Góda Hozumi                    |
| Death Note – A halállista                            | Namikava Reidzsi     | Nodzsima Hirofumi              |
| Fullmetal Alchemist: Shamballa hódítója (film)       | további magyar hang  |                                |
| Ghost Hound – Szellemvadászok                        | Hirata Acusi         | Fudzsita Josinori              |
| InuYasha                                             | Naraku               | Janaka Hirosi                  |
| InuYasha, a film – Az időt felülmúló szerelem (film) | Naraku               | Morikava Tosijuki              |
| InuYasha, a film 2. – Kastély a tükör mögött (film)  | Naraku               | Morikava Tosijuki              |
| Kolumbusz Kristóf                                    | további magyar hang  |                                |
| Nana                                                 | Aszanó Takasi        | Tanaka Hidejuki                |
| Naruto                                               | Orocsimaru           | Kudzsira                       |
| A párbaj mesterei                                    | Kirifuda Sóri        |                                |
| Sakura háborúja                                      | további magyar hang  |                                |
| Slayers – A kis boszorkány                           | Rezo, a vörös pap    | Kojaszu Takehito               |
| Trigun                                               | Nicholas D. Wolfwood | Hajami Só                      |
| Trinity Blood – Vér és kereszt                       | Cain Nightroad       | Szuvabe Dzsunicsi              |
| Űrzavar                                              | további magyar hang  |                                |
| Vexille (film)                                       | további magyar hang  |                                |
| Yu Yu Hakusho – A szellemfiú                         | Icuki                | Cudzsitani Kódzsi              |

### Videójáték
| Cím               | Karakter             |
| ----------------- | -------------------- |
| League of Legends | Kled, Kog’Maw, Ziggs |

## Hangjáték, rádió
- Storm, Theodor: Csak az öröklétben (1982)
- Csetényi Anikó: A sátor (1983)
- Felix Salten: Bambi (1983)
- Felix Salten: Bambi gyermekei (1983)
- Ottlik Géza: Minden megvan (1983)
- Ördögh Szilveszter: Jövőnk árnya (1984)
- Fendrik Ferenc: Akar örökölni? (1985)
- Tarbay Ede: Ketten kézenfogva (1985)
- Zalán Tibor: Anya, te vagy? (1985)
- Frank Wedekind: A kamaraénekes (1993)
- Weöres Sándor: Szkíták (1993)
- Jókai Mór: Keresd a szíved (1994)
- Ambrus Zoltán: Giroflé és Girofla (1995)
- Galgóczi Erzsébet: A színésznő szabadságon (1995)
- Molnár Ferenc: Vacsora (1995)
- Szilágyi Andor: Leánder és Lenszirom (2000)
- Újszállási Lajos: A Garami-dosszié (2003)
- Molnár Ferenc: A zöld huszár (2004)
- Simone de Beauvoir: Minden ember halandó (2006)
- Krúdy Gyula: Mohács (2012)
- Ugron Zsolna: Erdélyi menyegző (2017)